# Georg Metzler (Architekt)
Georg Metzler (* 13. November 1868 in Wörrstadt; † 24. November 1948 in Wiesbaden; vollständiger Name: Georg Wilhelm Metzler) war ein deutscher Architekt und Baubeamter, der seit 1899 in Worms wirkte und dort von 1915 bis 1933 auch Bürgermeister war.

## Leben
Metzler wurde 1868 im rheinhessischen Wörrstadt geboren, besuchte das Realgymnasium in Mainz und legte 1887 das Abitur ab. Es folgte ein Studium des Hochbaus an der Technischen Hochschule Darmstadt, wo er das erste Staatsexamen „mit Auszeichnung“ bestand. Im Rahmen seines Referendariats war Metzler bei verschiedenen staatlichen Baubehörden tätig, bis er 1896 das zweite Staatsexamen ablegte. Als Regierungsbaumeister (Assessor in der öffentlichen Bauverwaltung) arbeitete Metzler unter anderem in Darmstadt, Friedberg, Bad Nauheim und Alsfeld, dort zuletzt im Rang eines Kreisbauinspektors.
Von Alsfeld aus bewarb er sich auf die Stelle des Stadtbaumeisters in Worms, wo er zum 1. Oktober 1899 als Nachfolger des Architekten Karl Hofmann eingestellt wurde und ihm alsbald fundierte fachliche Kenntnisse bescheinigt wurden.
Metzler heiratete 1901 die aus Frankfurt am Main stammende Emma Luise Michaelis, die Ehe blieb kinderlos.
Ein Abwerbeversuch seitens der Stadt Homburg vor der Höhe bewirkte, dass die Stadt Worms ihn 1909 zum Stadtbaurat ernannte bzw. wählte, was mit einer Gehaltserhöhung verbunden war. Er übernahm die Funktion eines Baudezernenten bzw. eines Beigeordneten und wurde 1915 offiziell zum Bürgermeister ernannt. Metzler übte seine Ämter aus, bis er nach zwei zwölfjährigen Amtszeiten 1933 nicht zur Wiederwahl antrat und zum 1. Juni pensioniert wurde. Er zog mit seiner Frau nach Wiesbaden, wo er am 24. November 1948 starb.

## Wirken in Worms

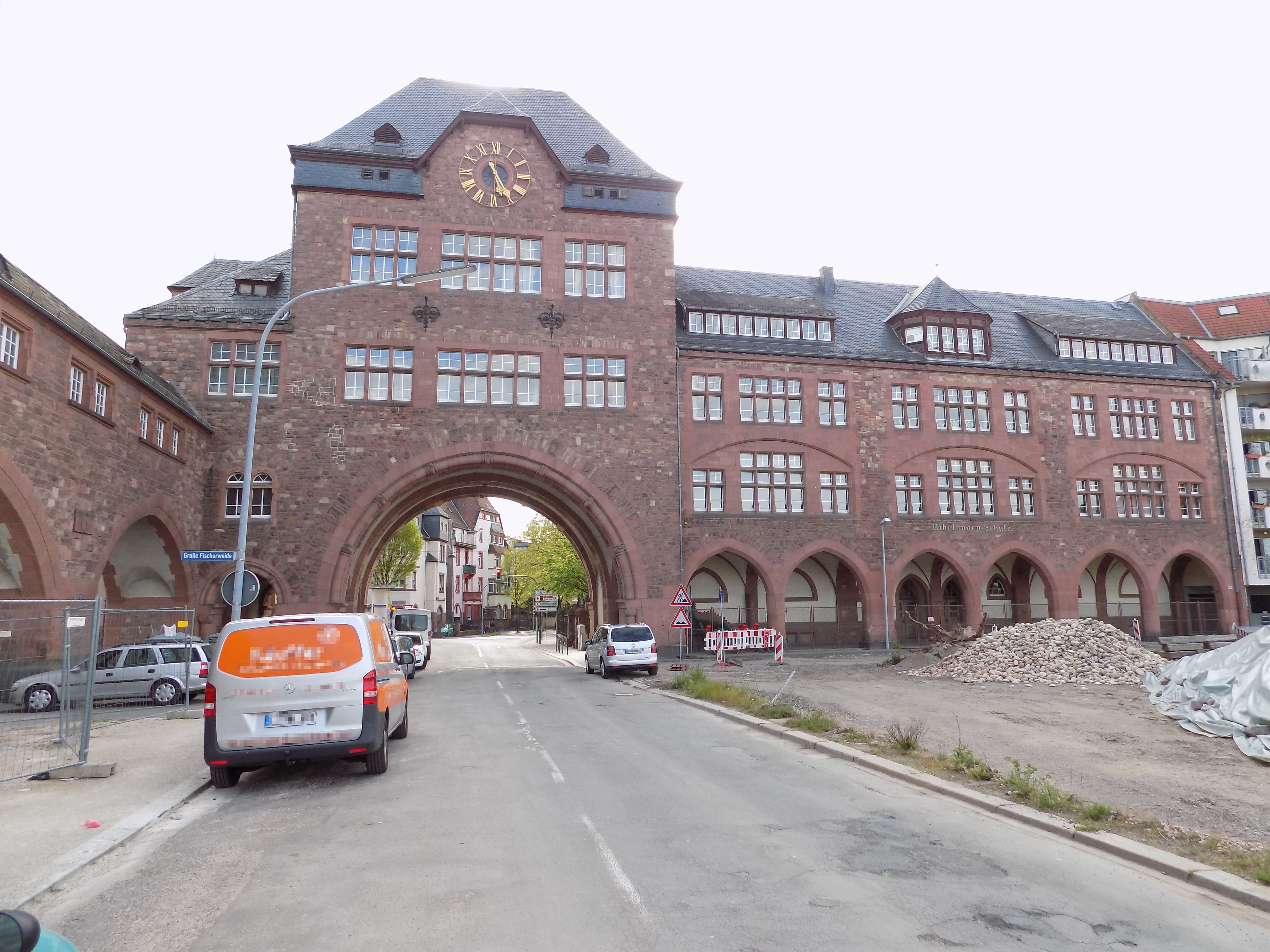
Nibelungenschule in Worms

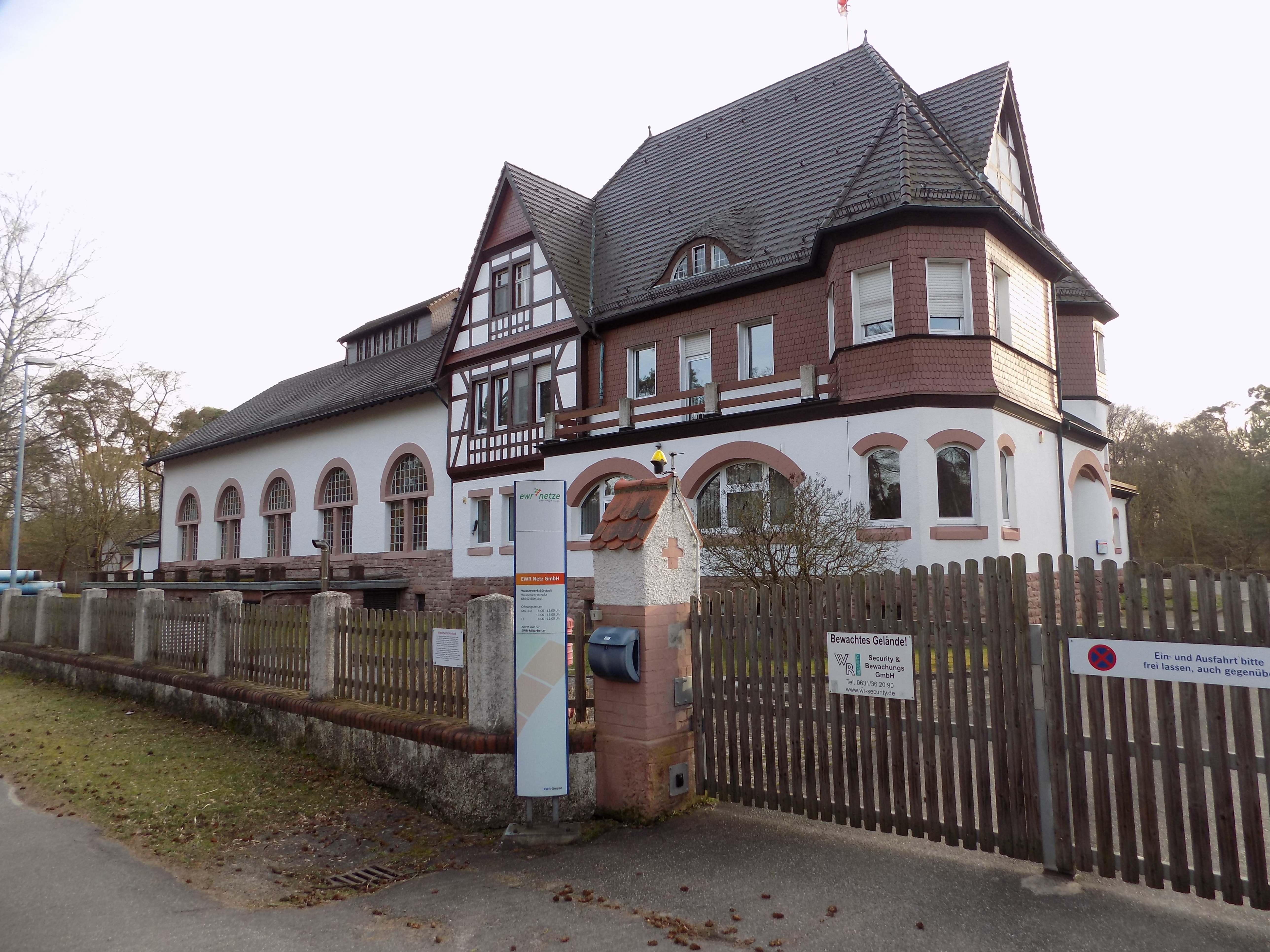
Wasserwerk Bürstadt

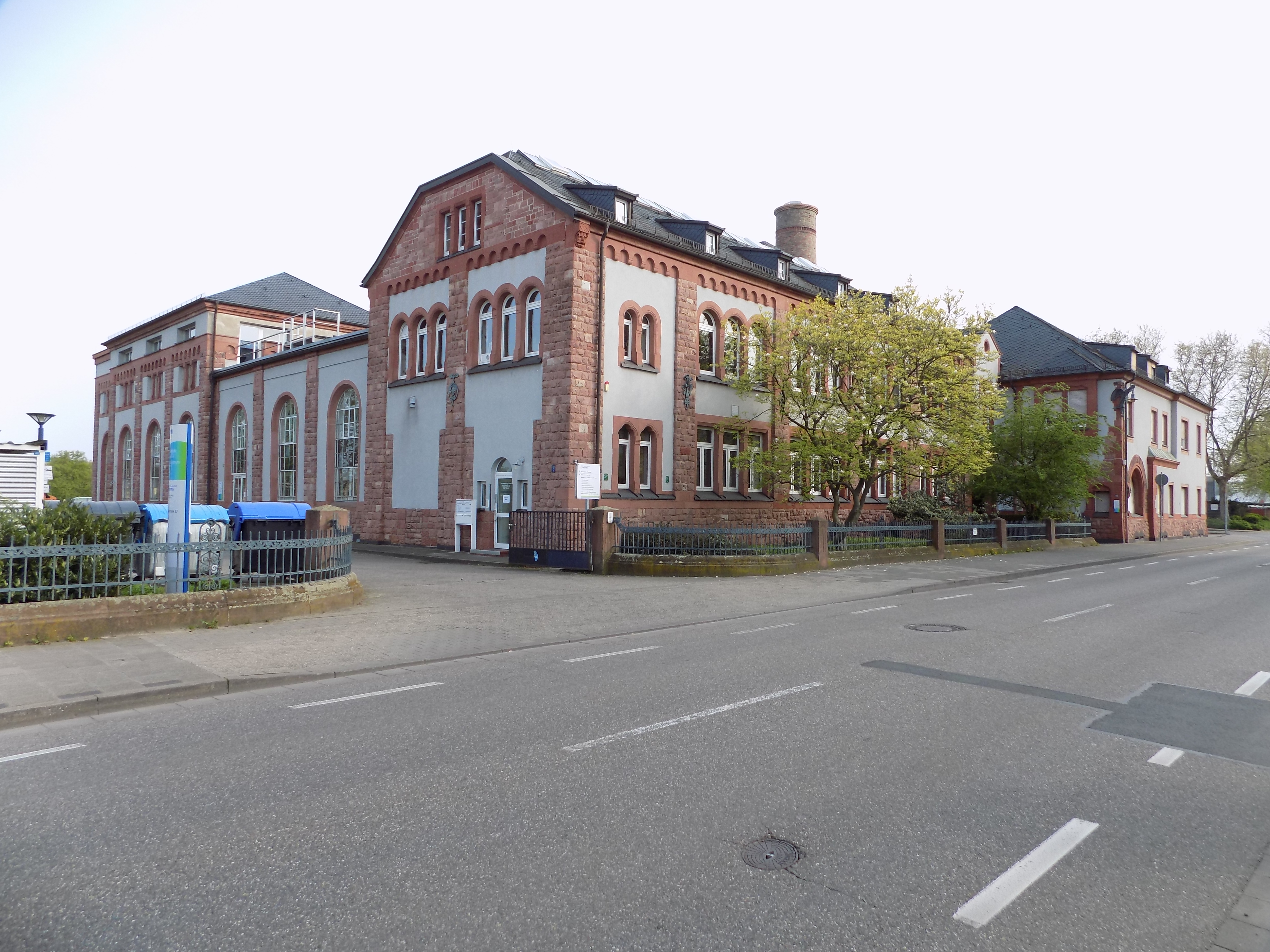
Elektrizitätswerk in Worms

Metzlers Tätigkeit in Worms lässt sich grob in drei Abschnitte unterteilen. Zum einen vervollständigte und verwirklichte er begonnene Planungen und Bauprojekte seines Vorgängers Karl Hofmann, unter anderem die 1907 erfolgte Restaurierung der historischen inneren Stadtmauer, mit den Durchbrüchen Andreastor im Süden und dem Raschitor im Norden. Es folgte die Fertigstellung des Städtischen Hafenamts, der Westendschule, der Martinspforte, des Hauptfriedhofs und der Trauerhalle des neuen jüdischen Friedhofs.
Zum anderen sind die von Metzler komplett neu geplanten Gebäude und Anlagen zu nennen, wie beispielsweise das Wasserwerk Bürstadt, das für die Wormser Schülerinnen und Schüler in Neckarsteinach errichtete Landschulheim „Hoher Darsberg“, die östliche Erweiterung der Nibelungenschule, der Städtische Schlachthof, die Sparkasse im heutigen Adenauerring (damals Moltkeanlage), das Elektrizitätswerk und das Eleonoren-Gymnasium.
Des Weiteren wirkte Metzler an den städtebaulichen Planungen mit, im Zuge derer die alten, winkligen, engen Straßenverläufe den  modernen Verkehrsbedürfnissen (insbesondere des Kraftverkehrs) angepasst werden sollten. Seine Ideen stützten sich dabei auf die Grundgedanken des österreichischen Stadtplaners Camillo Sitte, denen zufolge großzügig geschwungene Straßenverläufe zu favorisieren waren.
Trotz seines umfangreichen und bedeutenden Wirkens für die Stadt Worms wurde ihm kein Denkmal errichtet und keine Straße, kein Platz oder Gebäude nach ihm benannt.

## Sonstiges
Metzler hielt die Trauerrede auf den mit ihm befreundeten, am 2. Juni 1924 in Mainz verstorbenen Wormser Oberbürgermeister Heinrich Köhler.